# Pårup (przystanek kolejowy)
Pårup (duń. Pårup Station) – przystanek osobowy w miejscowości Græsted, w Regionie Stołecznym, w Danii. 
Znajduje się na Gribskovbanen i jest obsługiwany przez pociągi regionalne Lokaltog.

## Linie kolejowe
- Linia Gribskovbanen